# Brookfield Asset Management
Brookfield Asset Management é uma empresa de investimentos canadense, operando nos segmentos de infraestrutura, energia renovável, imobiliário e private equity.
A empresa conta com aproximadamente R$ 200 bilhões em ativos sob gestão no Brasil.